# Corchorus
Genre
Classification phylogénétique
Corchorus est un genre végétal de la famille des Malvaceae.
Le jute est une espèce appartenant à ce genre.
On distingue environ 100 variétés en Inde et au Bangladesh.

## Espèces valides
Selon The Plant List :
- Corchorus aestuans L.
- Corchorus africanus Bari
- Corchorus angolensis Exell & Mendonça
- Corchorus aquaticus Rusby
- Corchorus argillicola Moeaha & P.J.D.Winter
- Corchorus asplenifolius Burch.
- Corchorus aulacocarpus Halford
- Corchorus baldaccii Mattei
- Corchorus brevicornutus Vollesen
- Corchorus bricchettii Weim.
- Corchorus capsularis L. - jute blanc
- Corchorus carnarvonensis Halford
- Corchorus chrozophorifolius (Baill.) Burret
- Corchorus cinerascens Deflers
- Corchorus confusus Wild
- Corchorus congener Halford
- Corchorus cunninghamii F.Muell.
- Corchorus deccanensis H.B.Singh & M.V.Viswan.
- Corchorus depressus (L.) Stocks
- Corchorus detersilis Gand.
- Corchorus elachocarpus F.Muell.
- Corchorus elderi F.Muell.
- Corchorus erinaceus Weim.
- Corchorus erodioides Balf.f.
- Corchorus fascicularis Lam.
- Corchorus foliosus Spreng.
- Corchorus gillettii Bari
- Corchorus hamatus Baker
- Corchorus hirsutus L.
- Corchorus hirtus L.
- Corchorus hygrophilus A.Cunn. ex Benth.
- Corchorus incanus Halford
- Corchorus junodii (Schinz) N.E.Br.
- Corchorus kirkii N.E.Br.
- Corchorus laniflorus Rye
- Corchorus lasiocarpus Halford
- Corchorus leptocarpus A.Cunn. ex Benth.
- Corchorus longipedunculatus Mast.
- Corchorus macropetalus (F.Muell.) Domin
- Corchorus macropterus G.J.Leach & Cheek
- Corchorus merxmuelleri Wild
- Corchorus mitchellensis Halford
- Corchorus neocaledonicus Schltr.
- Corchorus obclavatus Halford
- Corchorus olitorius L. - jute rouge ou jute tossa
- Corchorus orinocensis Kunth
- Corchorus parviflorus (Benth.) Domin
- Corchorus parvifolius  Sebsebe
- Corchorus pascuorum Domin
- Corchorus pinnatipartitus Wild
- Corchorus psammophilus Codd
- Corchorus pseudo-olitorius Islam & Zaid
- Corchorus pseudocapsularis Schweinf.
- Corchorus puberulus Halford
- Corchorus pumilio R.Br. ex Benth.
- Corchorus reynoldsiae Halford
- Corchorus rostratus Danguy
- Corchorus saxatilis Wild
- Corchorus schimperi Cufod.
- Corchorus sericeus Ewart & O.B.Davies
- Corchorus sericeus subsp. densiflorus (Benth.) Halford
- Corchorus siamensis Craib
- Corchorus sidoides F.Muell.
- Corchorus sidoides subsp. rostrisepalus (Domin) Halford
- Corchorus sidoides subsp. vermicularis (F.Muell.) Halford
- Corchorus siliquosus L.
- Corchorus stenophyllus (K.Schum.) Weim.
- Corchorus subargentus Halford
- Corchorus sublatus Halford
- Corchorus sulcatus Verd.
- Corchorus tectus Halford
- Corchorus thozetii Halford
- Corchorus tiniannensis Hosok.
- Corchorus tomentellus F.Muell.
- Corchorus torresianus Gaudich.
- Corchorus tridens L.
- Corchorus trilocularis L.
- Corchorus urticifolius Wight & Arn.
- Corchorus velutinus Wild
- Corchorus walcottii F.Muell.